# Mesekenhagen
Mesekenhagen (pol. hist. Mieszków) – gmina w Niemczech,  w kraju związkowym Meklemburgia-Pomorze Przednie, w powiecie Vorpommern-Greifswald, wchodzi w skład Związku Gmin Landhagen. 